# 新兴街道 (哈尔滨市)
新兴街道，是中华人民共和国黑龙江省哈尔滨市双城区下辖的一个街道办事处，位于哈尔滨市和双城区交界处，102国道、同三高速过境。
2012年4月23日，黑龙江省民政厅批复同意撤销新兴满族乡，设立新兴镇。2015年3月撤销新兴镇，设立新兴街道。

## 行政区划
新兴街道下辖以下地区：
新民村、新胜村、新华村、新兴村、东光村、东朴村和庆乐村。